# Wanasari (Surian)
Wanasari is een bestuurslaag in het regentschap Sumedang van de provincie West-Java, Indonesië. Wanasari telt 972 inwoners (volkstelling 2010).